# Beregovói (Temriuk, Krasnodar)
Beregovói (del ruso: Берегово́й) es un posiólok del raión de Temriuk del krai de Krasnodar del sur de Rusia. Está situado a orillas del golfo Dinskói de la península de Tamán, 47 km al oeste de Temriuk y 173 km al oeste de Krasnodar, la capital del krai. Tenía 203 habitantes en 2010.
Pertenece al municipio Zaporózhskoye.